# Owczegłowy
Owczegłowy (prononciation : [ɔft͡ʂɛˈɡwɔvɨ]) est un village polonais de la gmina de Rogoźno dans le powiat d'Oborniki de la voïvodie de Grande-Pologne dans le centre-ouest de la Pologne.
Il se situe à environ 3 kilomètres au sud-est de Rogoźno (siège de la gmina), à 17 kilomètres au nord-est d'Oborniki (siège du powiat), et à 35 kilomètres au nord de Poznań (capitale de la Grande-Pologne).

## Histoire
De 1975 à 1998, le village faisait partie du territoire de la voïvodie de Piła.

Depuis 1999, Owczegłowy est situé dans la voïvodie de Grande-Pologne.
Le village possède une population de 159 habitants en 2006.